# Bróm-fluormetán
A bróm-fluormetán a metán halogénezett származéka, alkoholban jól, kloroformban kitűnően oldódik.
Standard moláris entrópiája Sogas 276,3 J/(mol K), hőkapacitása cp  49,2 J/(mol K).

## Előállítása
Mindezidáig három, túlnyomó részt nem igazán hatásos előállítási módszere ismert:
1. A fluorecetsav sóiból Hunsdiecker-típusú reakcióval.
2. Swarts-reagens felhasználásával dibróm-fluormetán reduktív debrómozásával.
3. Dihalogén-metánból halogéncsere reakcióval vagy halogénmetánból katalizált brómozással vagy fluorozással.

A legjobb kitermelésű reakció a dibróm-fluormetán ónorganikus hidriddel végzett reduktív debrómozása.

## Felhasználása
A bróm-fluormetán fontos reagens a gyógyszerek, köztitermékek  és más vegyi anyagok gyártásában. A bróm-fluormetán felhasználása ózonlebontó potenciálja (0,73) miatt szabályozott. CH2Br18F izotopomerjét a radiokémiában használják.

## Fordítás
Ez a szócikk részben vagy egészben a Bromofluoromethane című angol Wikipédia-szócikk ezen változatának fordításán alapul.  Az eredeti cikk szerkesztőit annak laptörténete sorolja fel. Ez a jelzés csupán a megfogalmazás eredetét és a szerzői jogokat jelzi, nem szolgál a cikkben szereplő információk forrásmegjelöléseként.

### Külső hivatkozások
- Determination of the molecular dipole moment of bromofluoromethane[halott link] (angolul)